# Чемпіонат Європи з фехтування 2015
Чемпіонат Європи з фехтування 2015 — XVIII чемпіонат Європи, що пройшов у Монтре, Швейцарія з 5 по 11 червня 2015 року.

## Медалі

### Медальний залік
| Місце   | Країна    | Золото | Срібло | Бронза | Загалом |
| ------- | --------- | ------ | ------ | ------ | ------- |
| 1       | Італія    | 3      | 3      | 4      | 10      |
| 2       | Росія     | 3      | 3      | 3      | 9       |
| 3       | Франція   | 3      | 2      | 1      | 6       |
| 4       | Німеччина | 1      | 1      | 1      | 3       |
| 5       | Угорщина  | 1      | 0      | 4      | 5       |
| 6       | Румунія   | 1      | 0      | 1      | 2       |
| 7       | Естонія   | 0      | 2      | 0      | 2       |
| 8       | Швейцарія | 0      | 1      | 1      | 2       |
| 9       | Україна   | 0      | 0      | 2      | 2       |
| 10      | Іспанія   | 0      | 0      | 1      | 1       |
| Загалом | Загалом   | 12     | 12     | 18     | 42      |

### Чоловіки
| Дисципліна           | Золото                                                           | Срібло                                                                | Бронза                                                              |
| -------------------- | ---------------------------------------------------------------- | --------------------------------------------------------------------- | ------------------------------------------------------------------- |
| Індивідуальна рапіра | Андреа Кассара                                                   | Даніеле Гароццо                                                       | Едоардо Лупері Карлос Льявадор                                      |
| Індивідуальна шпага  | Готьє Грум'є                                                     | Макс Хайнцер                                                          | Павло Сухов Габор Боцко                                             |
| Індивідуальна шабля  | Арон Сіладьї                                                     | Макс Хартунг                                                          | Микола Ковальов Олексій Якименко                                    |
| Командна рапіра      | Франція Жеремі Кадо Енцо Лефор Ерван Ле Пешу Жульєн Мартен       | Росія Артур Ахматхузін Олексій Черемісінов Реналь Ганєєв Дмитро Рігін | Німеччина Себастьян Бахманн Петер Йоппіх Моріц Кроплін Андре Саніта |
| Командна шпага       | Франція Готьє Грум'є Ронан Густен Даніель Жеран Ульріх Робейрі   | Естонія Марно Алліка Микола Новосьолов Стен Пріінітс Пітер Турнау     | Швейцарія Пер Борскі Макс Хайнцер Фабіан Каутер Беньямін Штеффен    |
| Командна шабля       | Німеччина Макс Хартунг Матьяш Сабо Річард Хуберс Бенедикт Вагнер | Італія Енріко Берре Лука Куратолі Альдо Монтано Дієго Окк'юцці        | Угорщина Тамаш Дечі Ксанад Гемезі Андраш Сатмарі Арон Сіладьї       |

### Жінки
| Дисципліна           | Золото                                                                    | Срібло                                                                 | Бронза                                                                           |
| -------------------- | ------------------------------------------------------------------------- | ---------------------------------------------------------------------- | -------------------------------------------------------------------------------- |
| Індивідуальна рапіра | Еліза ді Франциска                                                        | Лариса Коробейникова                                                   | Аїда Мохаммед Аріанна Ерріго                                                     |
| Індивідуальна шпага  | Віолетта Колобова                                                         | Росселла Ф'ямінго                                                      | Сімона Поп Емеше Сас                                                             |
| Індивідуальна шабля  | Софія Велика                                                              | Шарлотта Лембах                                                        | Росселла Грегоріо Олена Вороніна                                                 |
| Командна рапіра      | Італія Мартіна Бітіні Аріанна Ерріго Еліза ді Франциска Валентина Веццалі | Росія Інна Дериглазова Юлія Бірюкова Лариса Коробейникова Аїда Шанаєва | Франція Аніта Блаз Паулін Ренвьєр Астрід Гюар Ізаора Тібус                       |
| Командна шпага       | Румунія Ана Бринзе Сімона Герман Сімона Поп Лоредана Діну                 | Естонія Іріна Ембріх Еріка Кірпу Юлія Беляєва Катріна Лехіс            | Італія Франческа Боскареллі Росселла Ф'ямінго Б'янка Дель Карретто Мара Наваррія |
| Командна шабля       | Росія Катерина Дяченко Яна Єгорян Юлія Гаврілова Софія Велика             | Франція Сесілія Бердер Сосуен Бондіаф Манон Брюне Шарлотта Лембах      | Україна Ольга Харлан Аліна Комащук Кравацька Олена Олена Вороніна                |